# 325年
| 千纪： | 1千纪                                                                                           |
| 世纪： | 3世纪 \| 4世纪 \| 5世纪                                                                         |
| 年代： | 290年代 \| 300年代 \| 310年代 \| 320年代 \| 330年代 \| 340年代 \| 350年代                       |
| 年份： | 320年 \| 321年 \| 322年 \| 323年 \| 324年 \| 325年 \| 326年 \| 327年 \| 328年 \| 329年 \| 330年 |
| 纪年： | 乙酉年（鸡年）；成汉玉衡十五年；前赵光初八年；东晋太宁三年；前凉建兴十三年                      |

## 大事记
- 中国
  - 東晉晋成帝继位，由母親皇太后庾文君臨朝稱制，由郗鑒、王導等七位顧命大臣輔政，中書令庾亮以国舅身份主政。
  - 後趙擊敗晉將李矩等和前趙軍隊，至此盡得司州、豫州、徐州和兗州之地。
  - 段部鮮卑首領段末柸去世，其弟段牙繼位。
- 罗马帝国
  - 禁止角斗士表演。
- 其他
  - 第一次尼西亞公會議，《尼西亞信經》被确定。
  - 沙普爾二世擊退阿拉伯游牧部落入侵者，並帶領波斯人進軍阿拉伯眾王國。
  - 阿克蘇姆王朝摧毀古實王國首都麥羅埃。

## 逝世
- 段末柸，十六國時期段部鮮卑的首領，晉遼西公，段部鮮卑首領，段就六眷、段匹磾的堂兄弟，前任首領段涉復辰的堂侄。
- 晋明帝，晋朝皇帝（298年出生，27岁）